# Johann Ignaz Palliardi

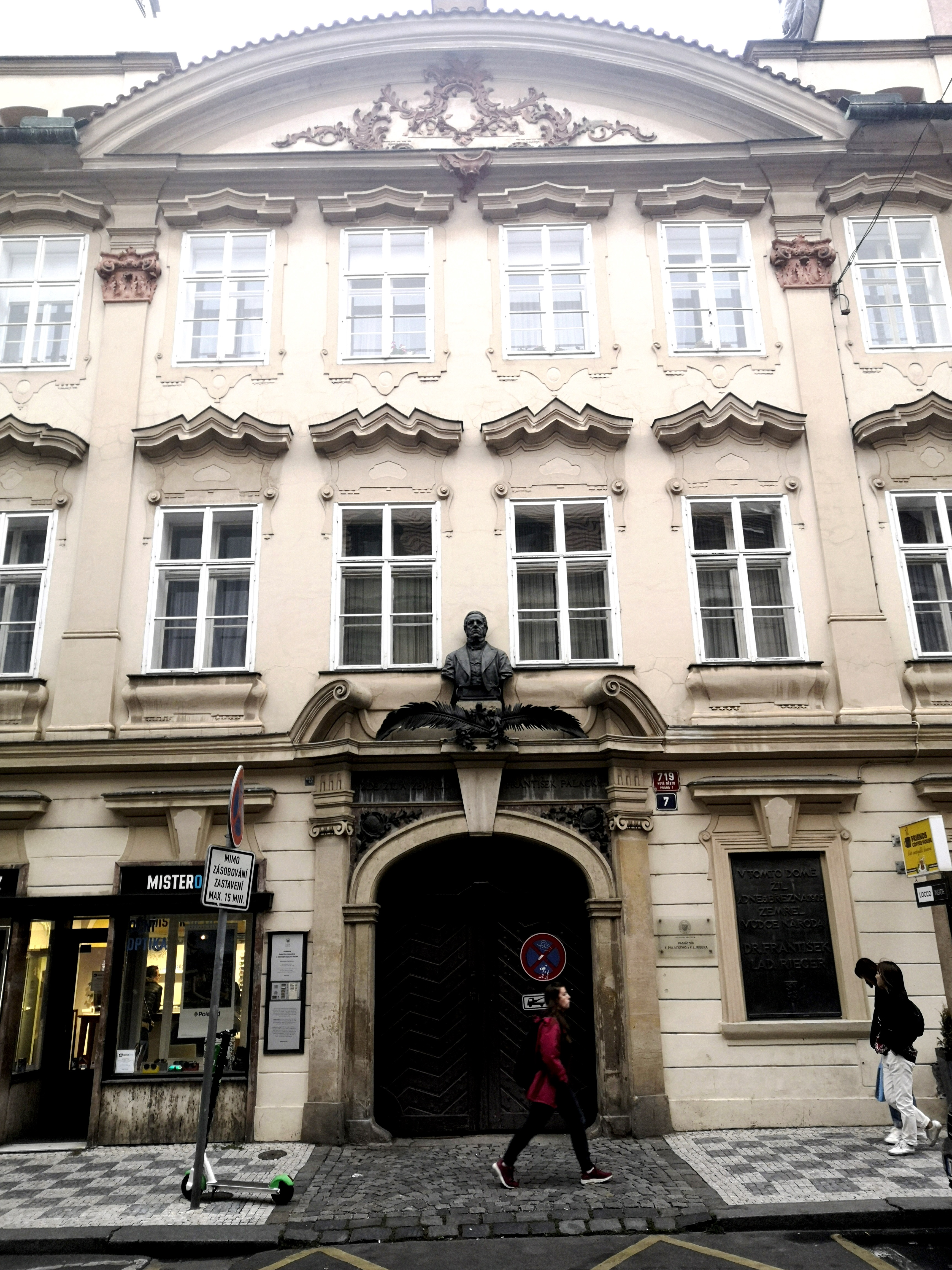
A MacNeven-palota

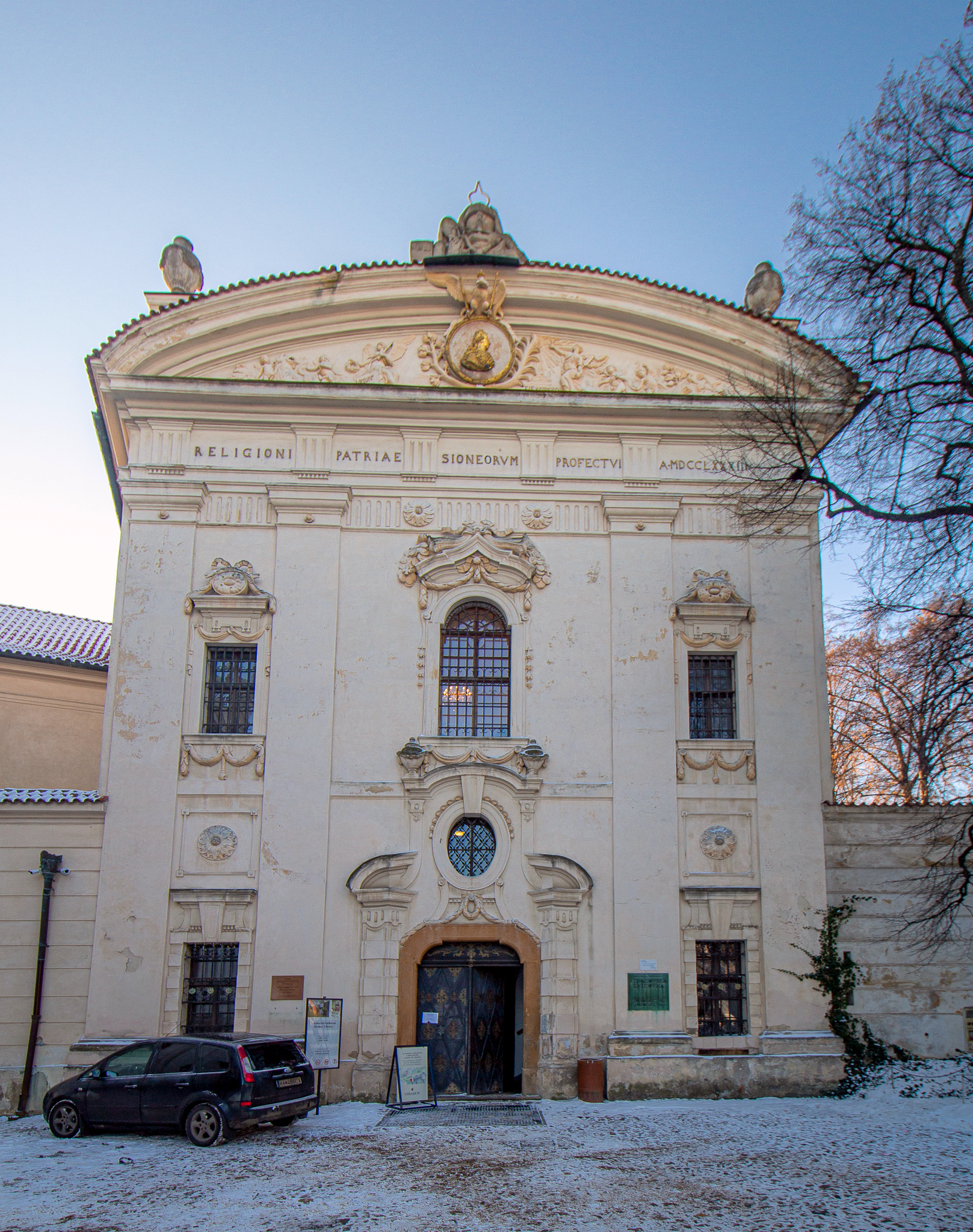
A filozófiai terem

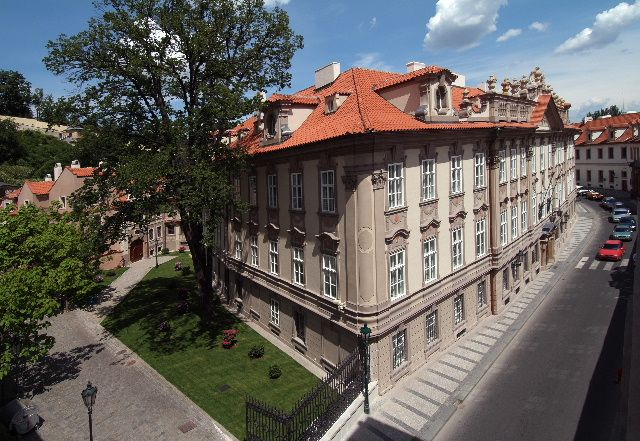
A Kolovrat-palota a Valdstein-utca sarkán

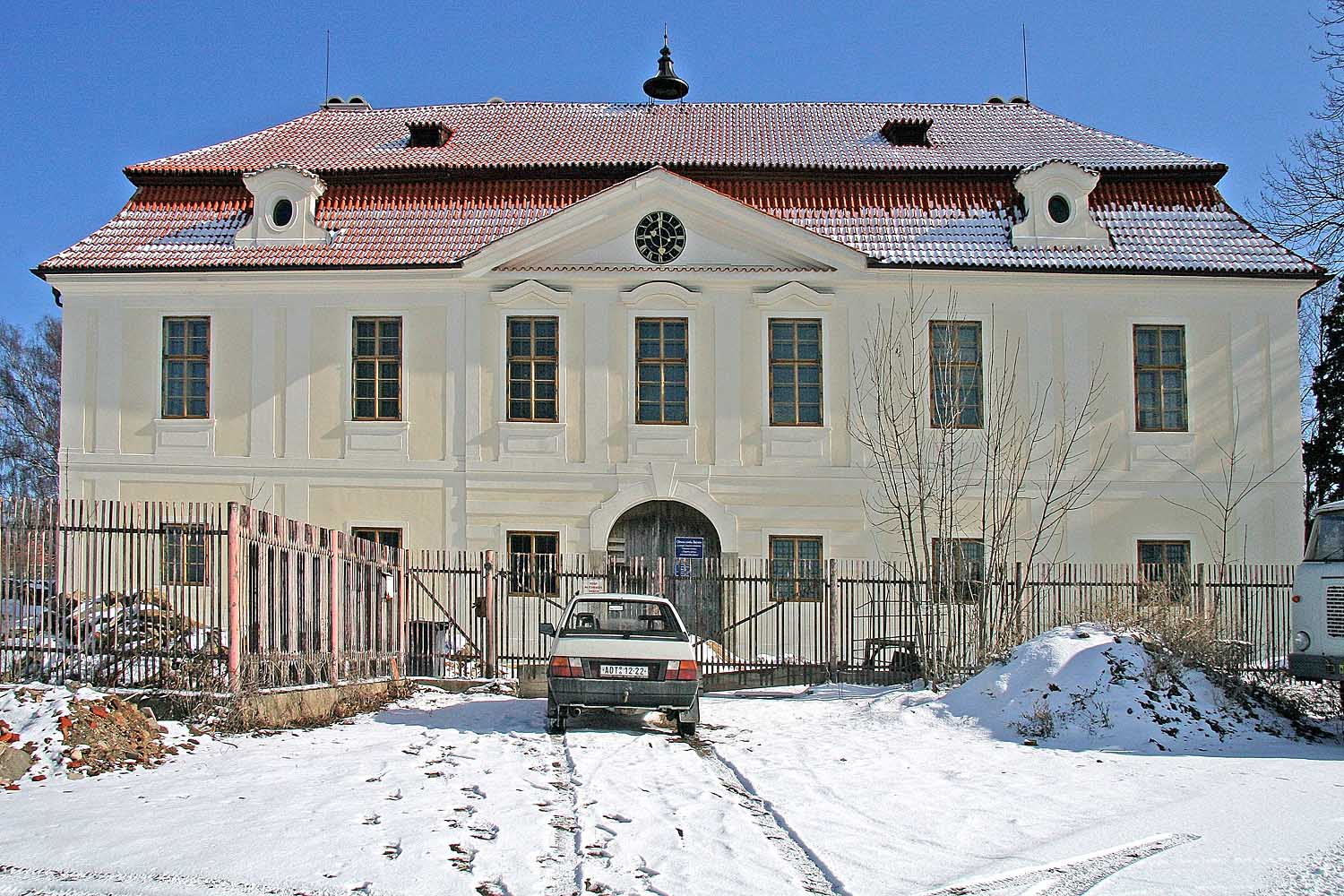
Az óbecsvári kastély

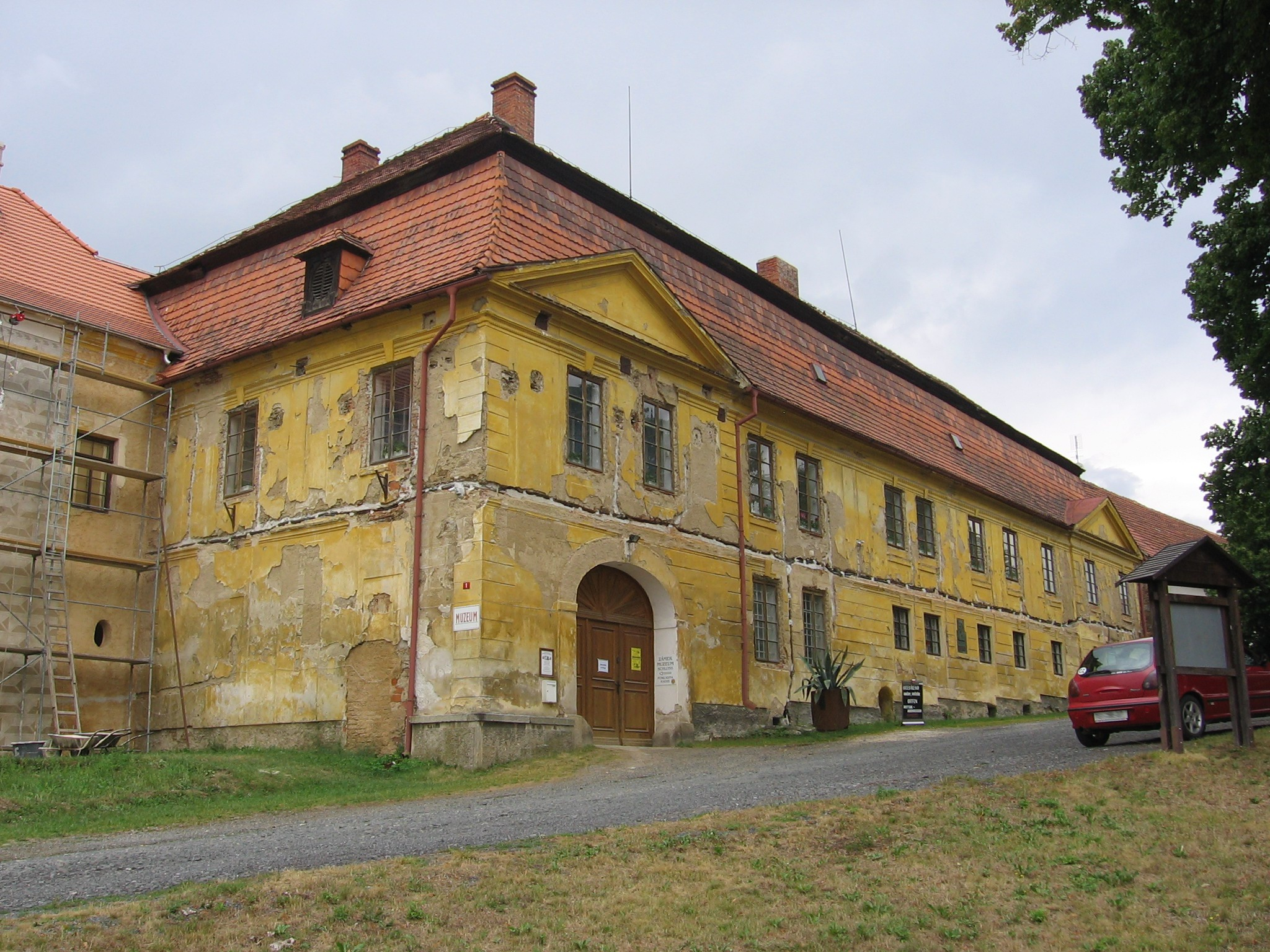
A chudenicei kastély

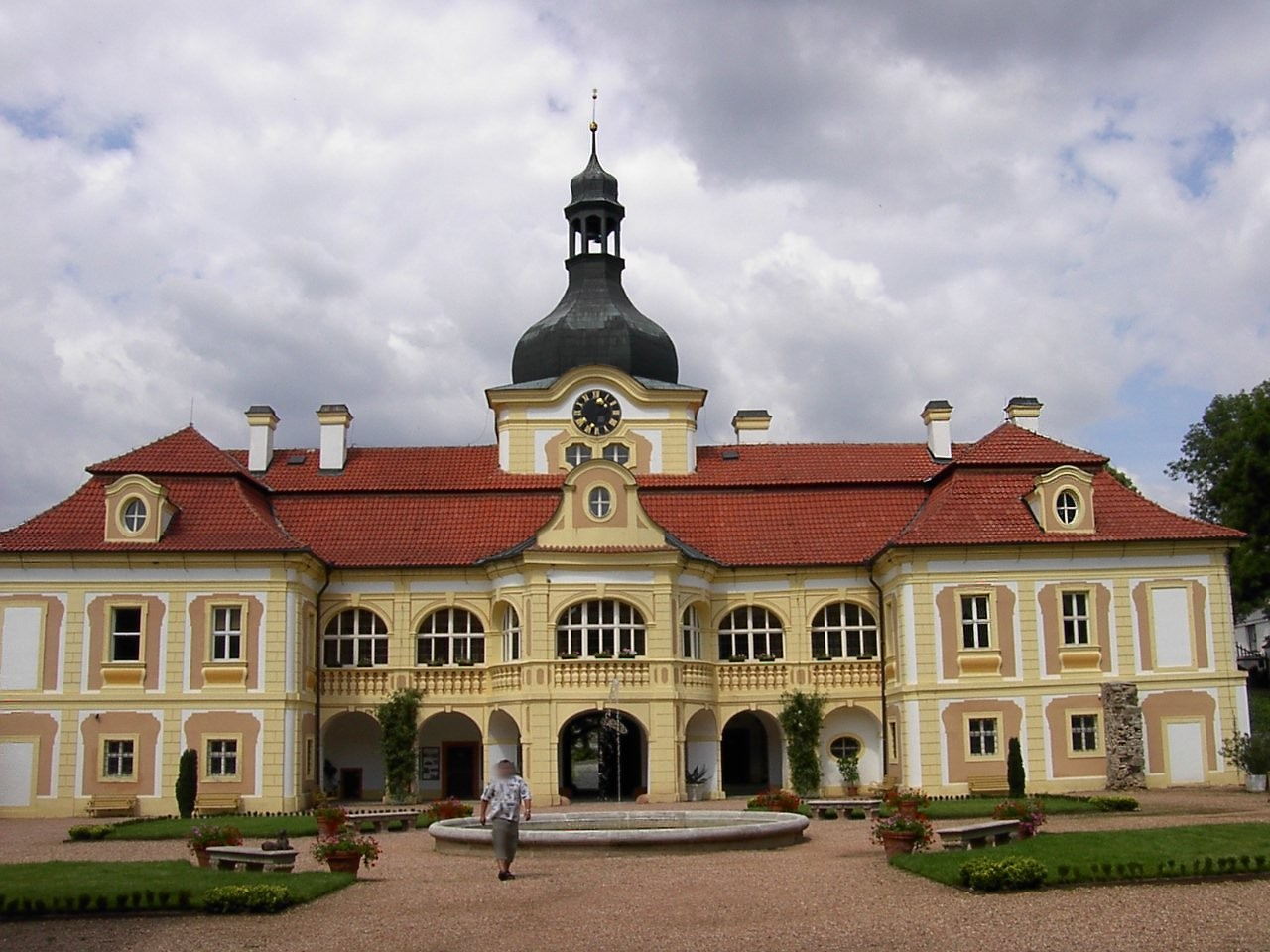
A Nebilovyi kastély

Johann Ignaz Palliardi (Ignác Jan Nepomuk Palliardi, Ignaz Giovanni Nepomuceno Palliari) Prága, 1737. május 15. – Prága, 1821. március 18.) asszimilálódott olasz–német nemzetiségű cseh építész, Prága barokk–klasszicista átmeneti építészetének meghatározó alakja, a Palliardi család legnevesebb és ezért névadó tagja.

## Származása
A családot alapító Giovanni Pietro Palliardi (1645–1732. november 21.) stukkókészítő mester a harmincéves háború (1618–1648) után költözött Prágába Sala Comacina faluból. Ebben a korban (a szó mai jelentésétől eltérően) vlachoknak kimondottan a Luganói-tó és a Comói-tó vidékéről származó olaszokat nevezték. Ők voltak az „artisti dei laghi”, azaz a tóvidék kézművesei, akik számosan telepedtek le a Habsburg Birodalomban – több család (a Palliarik mellett például a Canevalle család. Ők voltak a prágai vlachok, akik főleg a várban, illetve a Kisoldal felső, a várral határos részén telepedtek le. Ezért ezt a városrészt akkoriban „Vlašský”-nak hívták.
Johann Ignaz a család harmadik nemzedékének tagja, és ő volt az első, aki felvette nevébe a "d" betűt; utódai ia ezt a névváltozatot használták, míg testvérei és azok leszármazottai maradtak a név hagyományos alakjánál. Michael Ignaz Palliari három fiát tekintjük a család harmadik nemzedékének, közülük Johann Ignaz volt a középső. A másik két stukkós, illetve építész fiú Anton Fidelio Palliari és a legfiatalabb Jan Nepomuk Jiří Palliari (Giovanni Nepomuceno Giorgio Palliari).

### Élete
Keresztapja Kilian Ignaz Dientzenhofer volt, a tanúja pedig az ugyancsak építész František Ignác Prée.
A három testvér közül ő kapta a legjobb képzést: Bécsben Nikolaus Franz Leonhard Pacassinál tanult, majd négy évet töltött Itáliában, így tért vissza Prágába legkésőbb 1756-ban. Egyes források szerint korábban – ezek szerint Althann Mihály János (1710–1778) (Michael Jan IV. z Althannu) megrendelésére ő építette át a svojšicei kastélyt – ez valószínűleg nem önálló munkája volt, hanem menet közben szállt be az építkezésbe. A kastélyt egy emelettel megemelték, tetejét tornyokkal, oromzatokkal, manzárdtetőkkel tagolták, a homlokzatokat gazdagon díszítették.
Nem tudni, hogy Ignác vagy testvére, Anton Fidelio Palliardi építette-e fel a Szent Vitus-káptalan megrendelésére 1757–1761 között a már nem létező Segítő Szűz Mária-kápolnát a Mária-falon nyíló Písecká (más néven Bruská) kapunál a Hradzsinban. Ez egy hosszanti alaprajzú, boltíves, valószínűleg kétapszisos, a végén kupolával ellátott kis épület volt, amelyet Kilian Ignaz Dientzenhofer terve alapján emeltek egy kisebb, 1735-ben épült kápolna mellé. A kápolnát 1761. július 4-én szentelte fel Ondřej Kaiser püspök. „Nagyon szép épület” volt; Josef Locatelli kanonok emlékirataiban „pulcherrima ecclesiolának” nevezte. A kápolna a II. József uralkodása alatt indult pusztulásnak, és 1789. december 19-én bezárták. 1791-ben 500 złotyért adták el Šimon Královnak. aki lebontatta.
1759-ben a Kisoldalban kapott polgárjogot; első önálló munkái az 1760-as évekre datálhatóak.
1761. szeptember 27-én Poříčíben (megszűnt település; ma Prága Újvárosának része), a Szent Péter-templomban kötött házasságot Barbora Kateřinával (Jan Jiří Kolschreiber újvárosi sebész lányával).
Jan Jakub fiát 1762. szeptember 20-án keresztelték meg a Szent Miklós-templomban (meghalt 1762. október 1.).
Ignác František fiát 1764. július 10-én keresztelték.
1768-ban megvásárolta és láthatóan módosította a házával szomszédos Turbovská kertet, amint azt az általa aláírt, megőrzött kertrajz is bizonyítja. 1784-ben a kertben kápolnát alapított.
1802. november 4-én, 62 évesen meghalt felesége, Barbora Palliardi.
1802-ben Palliardi volt Franz Friedrich (* 1767) esküvői tanúja.
1805. július 8-án Ignác a Lánc alatti Szűzanya-templomban újraházasodott az akkor harminc éves (1775?–1851. április 3.) özvegy Františka Krausovával.
Baráti és munkakapcsolatban volt Jan Oldřich Mayer az ugyancsak a Kisoldalon élt barokk szobrász-kőfaragóval és Johann Kranner családjával.
Az építész céhben a rend első elöljárójának tisztéig emelkedett. A céh nyilvántartásában külön szerepeltek az építőmesterek (kőművesek) és az építészek – a két szakma a 19. században is végig közös szervezetben maradt. 1803-ban Filip Hegerrel közösen összeállíttatta a Prágai Építők Nyilvántartását. Ebben 117 prágai mester szerepelt 1639-től (a céh alapításától) 1803-ig.
Túlélő fia, Alois Ignác Palliardi (1765–1806. augusztus 10.) folytatta apja szakmáját. Mindketten beléptek a kisoldali „Igazság és egység a három koronás oszlopnál” szabadkőműves páholyba. Itt volt tag például Josef Mayer strahovi apát és valószínűleg tagja Ignaz Franz Platzer is – Mayer rendelte el a kolostor újjáépítését, a homlokzatok domborművei pedig Platzer műhelyéből készültek. A szabadkőművességet 1794-ben betiltották.
Unokája, Josef Palliardi (1798–1870) a család hagyományaihoz visszatérve ismert stukkómívessé vált.
84 évesen halt meg 1821. március 18-án, 20-án temették el a Lánc alatti Szűzanya-templom plébániáján.

## Munkássága
Főleg építőmesterként dolgozott jelentős épületeken, de többet maga is tervezett a barokk és a klasszicizmus zökkenőmentes átmenetének elemeivel. A 18. század második felének egyik legsikeresebb prágai építésze lett, rengeteg épülete ma is áll. Eleinte valószínűleg mások tervei szerint épített, majd 1780 után önállósította magát; a MacNeven-palota (MacNevenův palác) már egyértelműen saját terve. A 18. és 19. század fordulóján ő lett a legkeresettebb építész. Dolgozott nemeseknek (a Černín, Lobkovic, Sweerts-Sporck, Kolowrat-Krakow, Nostic stb. családoknak), Ernst Gideon von Laudon császári tábornagynak, Maximilian Desfours grófnak, Wilhelm Mac Neven O’Kelly ab Aghrim patríciusnak, egyesületeknek (pl. a Prágai szakácsok testvériségének) és a Strahovi kolostor premontrei szerzeteseinek. Ignác építész lévén megbízásai igen jövedelmezőek voltak. Az így szerzett pénzből több leromlott ingatlant vásárolt, majd újjáépítette őket. Ilyen a Kisoldali tér több épülete és ilyen volt Smíchovban a „Paliárka” nevű, mára elpusztult vidéki birtoka.
Széleskörűen iskolázott építészként jelentősen alakította a főváros karakterét. Pompás, dinamikus barokk stílusú épületei mérföldkövek a klasszicizmus felé vezető átmenetben.
Kiemelkedő művének tartják a strahovi kolostor új könyvtárát (1782). Sok történész szerint ez az első tisztán klasszicista épület Csehországban.
Több épületről csak valószínűsítik, hogy ő építette. Ennek fő oka, hogy a legtöbb dokumentumban egyszerűen Ignaz keresztnévvel szerepel épp úgy, mint munkáját az övéhez igen hasonló stílusban folytató fia, Alois Ignác Palliardi. Néhány, Prágán kívüli épületet is csak azért tulajdonítanak neki, mert bizonyított, azok közelében dolgozott.
Stílusa a késő barokk és klasszicizmus határán mozog; a két építészeti stílust ötvözi, ezért a cseh klasszicizmus (egyik) első képviselőjeként emlegetik. Eleinte leginkább a homlokzatok barokk kompozíciójában alkalmazott klasszicista elemeket. Komolyabb stílusváltása az 1880-as évekre datálható, de a kora barokk elemekhez később is vissza-visszatért. Munkásságával nemcsak a prágai városképre hatott, de főleg Észak-Csehországban is több kastélyt épített.
1764-ben az Újvárosban a Hybernská utca 1006/11. helyrajzi számú telkét megvásárolta a hadsereg. A telken Palliardi javaslatára a honvédség hátul pékséget, az utca mellett laktanyákat építtetett.
1766–74 között az óbecsvári (Bečváry) kastélyt rekonstruálta a bécsi építészet hatását tükröző, látványos rokokó stílusban. Az épület terveit Ernst Gideon von Laudon tábornagy megrendelésére Jan Josef Wirch készítette el. A szobordíszeket Ignaz Franz Platzer udvari szobrász faragta, az illúziókeltő freskókat Josef Hager kisoldali festő készítette. Palliardi állítólag ananászos üvegházat és külön narancsházat is épített – ezekből nem maradt fenn semmi.
Sok palotán dolgozott. Az első ilyen szerződése 1766-ból maradt fenn; ebben Marie Ludmila Lobkovicz (született Černínová) 120 000 guldent fizetett Palliardinak, hogy mérje fel az összes, a Lobkowicz család tulajdonában álló rezidencia, templom és melléképület állapotát. A család központja a Kisoldalban álló Lobkovicz-palota (eredetileg Přehořovský-palota) volt. 1768-ban tűz ütött ki a palotában, a károk helyreállításában 1769–1771 között August Anton Joseph von Lobkowitz megrendelésére Palliardi is részt vett. Ennek részeként második emeletet épített a szárnyépületekre és új homlokzatot alakított ki. Az új homlokzat központi eleme a széles, emblémákkal és az építtető címerével kitöltött pajzs.
1768-ban felfigyelt arra, hogy a Hellichova utcában álló Szent Lőrinc-templom életveszélyes, mert tornyát egy boltozatra építették, és az bármikor összeomolhat. Javasolta az építészeti hiba kijavítását és új, boltíves sekrestye építését.
1769-ben jelentkezett a prágai vár udvari építőmesterének posztjára. Sok megrendelést kapott.
1770 körül az 1718-ban, Prágától nem messze épített Bon Repos vadászkastély telkén Antonín Příchovský érseknek épített új kastélyt és késő rokokó stílusú kínai pavilont.
(Valószínűleg) 1771-ben František Xaver Strachovsky megrendelésére az azóta a fővárosba olvadt (ma Prága 6. kerületének része) Dejvice faluban (a Šárka temetőben) a késő barokk Szent Mátyás-templomon dolgozott.
1772-ben A 150 zlotyért javította ki a kisoldali temető falait Smíchovban.
Valamikor a 18. század második felében szerkezeti átalakításokat hajtott végre a Vörös Csillagkeresztes Lovagok kolostorában (Prága, 1. kerület).
Valószínűsítik, hogy 1772–80-ban az ő részvételével épült fel a Szent Mária Felmagasztalása templom Ostružnán, Filip Heger terve szerint.
1772-ben Prága Zsidóvárosában nyert pályázatot egy új típusú bérház (az egykori lovagház) átépítésére, amelyet a zsidó közösség vásárolt meg. Hosszú, kétszintes házat épített központi bejárattal, tornáccal, mindkét emeletén tégla korláttal. Minden lakás egyforma volt: két nagy szoba, kamra, konyha és kiegészítők. A terveket és a költségvetéseket a Zsidó Múzeumban őrzik.
Lehet, hogy 1775-ben ő építette át a Hradzsin tér 68/7. sz. káptalanházat.
1776-ban a Prága Ó- és Újvárosának, határán húzódó Národní (korábban Národní třída) utcában álló Desfours-palota (37. sz.) rekonstrukcióján dolgozott Maxmilián Desfours gróf megrendelésére.
1776 után újjáépítette a reneszánsz Kis Fürstenberg-palotát (korábban Černín ház, Valdštejn utca 155/12). 1784 körül készítette el a teraszkert tisztán rokokó díszítését (lépcsőház, gloriette, loggia, sala terrena pavilon) Ezt a kertet tartják az egyik legszebb teraszos kertnek Prágában. A sala terrenát antik mitológiai jeleneteket ábrázoló freskók díszítik.
1776-ban tervet dolgozott ki a konárovicei Szent Kereszt Felmagasztalása templom harangtornyának lebontására, a következő évben pedig költségvetést készített (fennmaradtak a tervek) új torony, valamint csontház és új temetőfal építésére.
1777-ben javaslatot és költségvetést készített (4619 zloty és 45 kr) a charvatcei paplak újjáépítésére.
Az 1753–54 között épített drahobudicei Szentháromság-templomot 1778-ban manzárdtetővel fedte be.
1779 után Prága Újvárosában a mai Purkyňova utca 53. házát építette át.
Egyik legsikeresebb munkája a Wilhelm Mac Neven O’Kelly ab Aghrim egyetemi orvostanár, Aghriu bárója (kb. 1717–ⴕ 1768) számára épített palota Prága Újvárosában, a František Palackýról elnevezett Palackého utcában (korábban Pasířská utca). Palacký később ebben a házban lakott. Az épület kiváló példája a barokk stílus elhalványulásának és a klasszicizmus kezdetének.
Az 1780-as és 1790-es években nemcsak Prágában dolgozott, hanem Észak-Csehországban is.
1780-tól a kamenicei sörgyár építésében vett részt. 1783-ban már nemcsak neki fizettek ellátást a pincék és malátaház bővítéséért, de egy fiának, bizonnyal Alois Ignácnak is.
1780–93 között a Česká Kamenice uradalom építőmestere volt Děčínben. Ide többször is visszatért:
- 1784-ben a kastély átépítésére (1677 zloty és 25 kr.)
- 1792-ben a kastélytól a templomig vezető folyosó rutinjavítására, Filip Kačinka Palliardi felügyelete alatt..

Az 1780-as években őt bízták meg azzal, hogy az egykori barokk magtárból felépítse a strahovi kolostor könyvtártermét (ez ma a Filozófiai terem). A rekonstrukció fő oka az volt, hogy megfelelő helyet kellett kialakítani a Znojmo melletti Loukában bezárt kolostor könyveinek elhelyezésére. A kanonokság apátjának, Václav Josef Mayernek köszönhetően a premontreiek megúszták a jozefinista kolostorrombolást. A könyvtár alapkövét 1782. május 27-én rakták le. Bár az épület terveit Maximilian Kolbe királyi földmérő készítette, a homlokzat kétségtelenül a kezdetektől az egész építkezést vezető Palliardi kreatív közreműködése. A csarnok 1783. október 31-én készült el.
Pavel Preiss művészettörténész szerint az épület a rokokó klasszicizmus egyetlen prágai emlékműve, amelynek itt mindkét stíluseleme egyensúlyban van. Ez az épület emeli Palliardit a klasszicizmus korai szakaszának vezető építészei közé. A homlokzat művészi kétértelműsége részint abból fakadhat, hogy a „kolostori nyilvános könyvtár” egy új épülettípus volt. Másrészt lehetett benne szerepe a Császári Udvari Építési Hivatalnak „(Hofbaumt)” is, mivel a hivatal igyekezett a köz- és a szakrális épületek számára megfelelő stílust kialakítani. Richard Biegel művészettörténész szerint ez a könyvtár a mintája a klosterneuburgi kolostor középső homlokzatának. Munkásságáról tanúskodott a kolostor udvarán az átjáró mellett elhelyezett, majd 2013 körül, a homlokzat felújítása során eltávolított emléktábla.
A jozefinizmus a prágai építészet jelentős fordulópontja, mert II. József 1782-es rendelete alapján számos templom és kápolna építését abbahagyták. A „polgári” építészetben az építészek és építőmesterek számára egyetlen terület maradt: a prágai egyházi épületek polgári célú átépítése – például bérházakká, laktanyákká, postahivatalokká, börtönökké stb. Sok ilyen épület máig áll. Ebben az építési konjunktúrában Palliardi is több egyházi épületet adaptált polgári célokra.
1782 után megszűnt az Angyali üdvözlet kolostor és a Jindřišská utcai Angyali üdvözlet kápolna. Ignác (valószínűleg Filip Hegerrel közösen) bélyeghivatallá építette át az épületet.
1782-ben átépítette a kisoldali Prokop utca 625/3.-ban álló Szent Prokop-templomot, amelyet Anna Kolovratová grófnő (szül. Ogilvy) azért vásárolt meg, hogy bérházzá alakíttassa. 1811-ben ugyancsak az ő tervei szerint újabb rekonstrukció következett. Egyes esetekben ezeket a durva beavatkozásokat viszonylag részletesen, az eredeti állapotot rögzítve dokumentálták.
Egy 1779. január 19-én kelt szerződés alapján feleségével közösen aukción 3100 zlotyért megvásárolta az Az Arany teáskannához (U Zlaté konvice) címzett épületet (Kisoldali tér (265/6.) déli oldalán. A házat azóta Gímszarvas-ház, illetve Palliardi-ház néven is emlegetik, mivel 1784-ben állítólag radikálisan átépítette. 1795-ben a házat egy építészpár 15 450 guldenre becsülte. Mindkét emelet elrendezése alaposan megváltozott. A bal oldali udvari szárnyba új oszlopos lépcsőt épített be, és egy harmadik emeletet húzott rá. A főépület közepén az első emelet szintjén kialakított, fedett felülvilágított teret tartalmazó, toronyszerű építmény emelkedik, a második és harmadik emeleten körbefutó pavilonok. A belső térben megmaradt az eredeti reneszánsz elrendezés a borospincével. Közvetlenül az átépítés után Palliardi javította a sörfőzde működését, kádárral bővítette azt. Újonnan említik a hűtőt jéggödörrel és két csapteleppel. Leírnak még egy pár WC-t az udvaron folyóvízzel, a kút mellett volt szökőkút és szivattyú is. Palliardi bérházat épített, rendkívül komfortos lakásokkal, szinte minden lakásnak volt saját WC-je. A harmadik emeleten magtárként szolgáló görgős padlást alakított ki. A homlokzat módosításai a barokk és klasszicista stílus érdekes szintézisét mutatják. A felhasznált építészeti elemekről Pavel Preiss ír bővebben.
Ő újította fel 1782-ben a Kisoldali tér (Malostranské náměstí) 272. házát is. Az épület frontját egy harmadik emelettel megemelte, a homlokzatot módosította.
1784-ben részt vett a Károly híd árvíz utáni helyreállításában. Az árvíz különösen három pillért rongált meg. Közvetlenül a katasztrófa után elkezdték ezek helyreállítását Franz Herget (Franz Anton Leonard Herget) és František Traxal tervei alapján. A munkákat Palliardi Matyáš Hummel (Mathias Humme, Matéj Humell) építőmesterrel közösen vezette.
A híd helyreállítása után a smíchovi botanikus kertben, a „művészetek kertjében” (aminek az 1990-es évek építkezésének köszönhetően csak egy kis része, a Dientzenhofer-kert maradt meg) felügyelte a kertész lakóházának helyreállítását. A jegyzőkönyvéből kitűnik, hogy eredeti építmény úgynevezett egyiptomi nyerstéglából épült, ezért nem bírta el az árvizet. A restaurálást 1786-ban fejezték be 5039 aranyért és 24 krajcárért.
Egyik fő munkájának a Kolovrat-palota bővítésének és újjáépítésének tervezését és megépítését (1784–1788) tartják.
1784 után a Valdštejn utca 154. alatt építette fel a Kisoldali palotát Heřman Jakub Černín gróf és felesége, Maria Barbora számára. A főhomlokzat késő barokk jellegű, klasszicista elemeknek nyoma sincs. Talán az építtetők kérésére rokokó jegyek is vannak.
1785-ben ő szerelte fel az ereszcsatornákat a Prága Óvárosban álló Golz-Kinský-palotára. Ugyanilyen jelentéktelen volt a Hradzsinban az egykori Dietrichstein utca 176. házának javítása, amit mindössze 113 zloty 11 krajcárért végzett el.
Az 1784-es tűzvész után Rokycanyban 1786–90-ben ő javította a Havas Szűz Mária-templomot. Egyes művészettörténészek szerint ezt a munkát nem ő végezte el, hanem fia, Alois Ignác Palliardi, aki később ugyanitt nagyobbította meg a városházát.
1785-92-ben az ő irányításával alakították át a Thún-palotát, a kisoldali Thún utcában (Thunovská ulice). A teljes költség (6659 zloty és 1 krajcár) viszonylag kiterjedt módosításra utal. A ma is látható eredmény Pavel Preiss szerint szembeötlően emlékeztet a Schwarzenberg-palotára.
Alois Josef Krakovský von Kolowrat (Alois Josef Krakovský z Kolovrat) gróf 1784-ben szerezte meg a a Valdštejn tér 162. házat, ahol Palliardi 1786 – 1787-ben néhány kisebb átalakítást végzett el. 1787 után gloriette-et állított fel a kertben. 1787 után a gróf újjáépíttette a házat úgy, hogy összeköttette az újonnan vásárolt szomszédos házzal, palotává alakítva az összevont épületet, amelyet ma későbbi tulajdonosai után Ledeburg-palotának hívnak. 1802-ből fennmaradt terve szerint az épület Prága legnagyobb építkezése volt, és egyértelműen megváltoztatta mindkét épület elrendezését.
Az Újvárosban az Ostrovní és Voršilská utca sarkán álló, alacsony Deym-palotát (korábban Schwarzenberg-palotát) 130/10. szám Palliardi építtette gróf Antonín Václav Vratislav-Netolický (1756-1791) számára 1787-ben.
1788. december 10-én adta be költségvetését a Horní Prysk temetőjében álló Szent Péter és Pál-templom harangtornyának bővítésére. Ugyanebben az évben javaslatot tett a templom és egyúttal a Krásná Lípában álló Mária Magdolna-templom tetejének javítására is.
Ugyancsak 1788-ban készítette el az Óváros, ma Na Zabradlínek (A korláton) nevezett utcájában (205.) álló, román stílusú Keresztelő Szent János-templom újjáépítésének terveit, és 1789-ben el is végezte a munkát. 1811-ben újra átalakította az épületet.
1789-ben átépítette a Ledeburg-palotát, megadva annak jelenleg is látható alakját. A palota kertjében művászi pavilont épített.
1790-ben Chřibskában a Szent György-templom melléképületein dolgozott: egyebek közt megjavította a plébánia istállóit.
Ugyancsak 1790-ben a Luzsicei-hegységben folyó Réti patakon (Chřibské potok) épített fűrészmalmot (815 aranyérme és 6 kr.).
A chudenicei Jan Vojtěch Černín számára két kastélyrezidenciát is átalakított..
- Az 1790-es évek közepén építtette át Václav Haberditz építőmesterrel Šťáhlavybav a Kecske-kastély szárnyait (két szárny: kápolna, lovagterem, istállók, cselédlakások).
- 1784–1789-ben Václav Haberditzcel közösen rendbehozta a Nebílovyi kastélyt is, amelybe szerkezeti problémák miatt 1785-ig nem költöztek be. A hat évig tartó rekonstrukcióval az épületet fokozatosan biztosították szerkezetileg és statikailag is.[4]

1791-ben készített egy színes szituációs, megvalósulatlan tervet az evangélikus Szent Mihály-templom (Opatovice na Nové Město – Opatovická utca, V Jirchářích) újjáépítésére.
A Hybernská utcában (1034.) álló, kis Swéerts-Spork palota 1757-ben leégett a porosz tüzérség találataitól, és 1760 után rokokó stílusban alakították át. 1783 után Sweerts-Spork gróf megvásárolta a szomszédos (1035.) házat, és az egészet átépíttette Anton Haffeneckerrel. Úgy tervezték, hogy a következő fázisban összekötik a két szimmetrikus szárnyat a központi palotaépülettel. Palliardi 1790-ben kapott erre szerződést, de csak a kétszintes jobbszárnyat tudta megépíteni és a főhomlokzatot alakította át saját tervei szerint. A kora barokk és a XVI. Lajos-stílus szimbiózisát klasszikus részletek egészítik ki. A három ablaktengely felett pajzs- és dombormű díszíti a falat; ezek a többnyire „ifjabb Platzernek” nevezett Ignaz Michael Platzer műhelyéből kerültek ki. A pajzsok Palliardi kulcsfontosságú munkájára, a strahovi kolostorra emlékeztetnek. 1803-ban Palliardi új lépcsőházat épített a palotában. Mindez óriási anyagi ráfordítással járt, és mivel a 18/19. század fordulójának háborús időszakában Sweerts-Špork gróf pénze elfogyott, még abban az évben eladta az egész épületegyüttest Josef Černáčeknek. Ő megosztotta, majd 1822-ben eladta az egészet. A Palliardi által épített bővítményeket 1926-ban a Legiobank építése miatt lebontották. Josef Gočár, illetőleg az örökségvédelmi hatóságok csak Palliardi homlokzatait őrizték meg.
1791-ben készített egy színes szituációs, megvalósítatlan tervet az újvárosi Szent Mihály evangélikus templom (Opatovická utca) átépítésére.
1794-ben az Óvárosbam, a Na Perštýně utca és a Márton utca (Martinská ulice) sarkán álló, korábban Gyömbéres ház vagy Kék kerék ház néven emlegett házat (Martinská ulice 359/1.) renoválta.
Kiemelkedő szerepet játszott a kisoldali Mária Magdolna-templom (Karmelita utca 388/3.) átalakításában is. A templomot először 1790-ben Mathias Hummel építette át raktárakká és irodákká. 1792-ben Josef Zobel tervei alapján postahivatallá alakították. A munkálatokat Palliardi fejezte be 1795 körül. Richard Biegel művészettörténész szerint az épületen lízénáinak kialakítását Nikolaus Pacassinak a prágai várban végzett munkái ihlethették.
1794-ben az Arany félgömb házat, más néven Noé bárkája házat (Károly utca 165/11.) építették át klasszicista stílusban az ő tervei szerint.
1795-ben a kisoldali Lázeňská utca 283. házba egy pékséget épített.
Neki tulajdonítják a Prága Ó- és Újvárosának határán húzódó Národní (korábban Národní třída) utca 37/2. alatti palota, a későbbi Portheim-palota 1795-ben vagy nem sokkal később épült homlokzatát.
Nem világos, hogy a kisoldali 176. számú Thun-palotát (Thunovský palác) ő alakította-e át kereskedelmi kamarává; többen ezt az 1790-es évek második feléből származó átalakítást is fiának, Alois Ignác Palliardinak tulajdonítják.
1795 után bővítette és átalakította a Velvary iparosházát.
Valószínűleg ugyancsak 1795-ben készítette el a Luzsicei szeminárium utcában (U Lužického semináře) álló kisoldali fegyvertár átalakításának terveit.
1797-ben Filip Hegerés Alois Ignác Palliardi tervei szerint kibővítette az Árok uta (Na příkopě ulice) 859-ben álló Vernier-palotát (Vernierové).
A chudenicei Jan Vojtěch Černín grófnak két kastélyát is átalakította. Ezeket az átépítéseket és kiegészítéseket Václav Haberditz prágai építőmester után végezte. Az 1890-es évek közepén építette a kastély Kevske-szárnyait (két pár különálló szárny – kápolna, lovagterem, istállók, cselédlakások). Rendbe hozta a Nebílovy kastélyt (Plzeňtől délre) is, amely 1785-ig szerkezeti problémák miatt nem volt lakott. A nagy átépítésre 1784–1788 között került sor.
1798-től az ő tervei szerint építtették át a Rytířská utca és a Na Můstku utca sarkán álló egykori óvárosi ispánságot (Rychta).
1799-ben terveket készített a Győzedelmes Szent Mária templom melletti egykori karmelita kolostor (529. sz.) általános szemináriummá alakításához is, de végül nem építették át. Ezzel párhuzamosan az Óvárosban a Vörös Csillagkeresztes Lovagok kórházát is átalakította.
Szintén 1799-ben javította a Montague-házat. Ugyanebben az évben készítette el a Na Perštýně utca 341. (ma 362.) házának terveit.
Valamikor a 18. század végén építette fel Gustav Skronsky Spálená utca 76. alatti házát (1802-től Hildebrant-palota, más néven Šmerhovské utcai ház, 1907-ben lebontották). A homlokzat fő elemei a nagy szegmensíves nyeregtető és a gazdag stukkódíszek voltak.
1803-ban ő építette át mai formájára az akkor még a Nostic család tulajdonában lévő mai Werich-villát. A házat háromtengelyes árkádsorral bővítette és az első emeleten megnagyobbította a lakószobákat. A tervekkel ellentétben nem őrizte meg a csücskös tetőket, hanem manzárdtetőt alakított ki. Az épület közepére új lépcsőházat épített.
Az évszázad elején a Kis tér 9. ház homlokzatát is átépítette.
1804-ben klasszicista stílusban építette át a mai Luzsicei szeminárium utca (U Lužického semináře) 87. barokk ház 3. emeletét.
1804-ben terveket készített a szomszédos, 85. ház átépítéséhez is, de ezek nem feleltek meg a megrendelő igényeinek.
Ugyancsak 1804-ben szomszédja, Martin Neuretter földmérő számára átépítette a Kisoldali tér 266/5. alatti, ma Glaubic-háznak (U Glaubiců) nevezett épületet.
Még mindig 1804-ben kétszintessé építette át a Kotcích utca 534-es házát (ma új épület áll a helyén),
1805-ben ő tervezte a mai Míšeňská utca 75. számú céhház átépítését. Klasszicista stílusban modernizálta a Jánské utca 317-ben álló Birmanovský-házat (Birmanovský dům) .
1804–05-ben ő tervezte a Kisoldalról a Kampa-szigetre vezető Na Kampě utca és a Hroznova utca (494/6) klasszicista stílusú sarokházát.
1808-ban tervezte meg a Kisoldalban a mai Břetislav utca (Břetislavova ulice) 517. házának átalakítását.
1805–1808-ban irányításával és a költségeket nem kímélve átépítették a Kisoldali tér 260-III. számú házat. A Piac utcai hátsó portál nagyon monumentális.
1807-ben építette át Hradzsinban az Aranycsillag-házat (U Zlaté hvězdy).
1808 után korszerűsítette a Pálffy-palotát és átépítette a Valdštejn utca 150. házat is. 1808-tól építette át mai Břetislav utca (Břetislavově ulice) 517. házát; ez akkor még Vlach utca (Vlašská ulice) 350. volt.
1810-11-ben a Podybníkovský-házat (Prágai vár 10.) módosította: egy emelettel bővítette és eltávolította a reneszánsz nyeregtetőket.
1811-ben a mai Husz utca (Husova ulice), akkori nevén Dominikánus utca (Dominikánská ulice) 238. ház földszintjét alakította át.
1812-ből maradt fenn a Rámová utca 735/1. számú ház (hátsó épülettel) bővítésének alaprajza, de nem tudni, hogy a munkát ki végezte el.
1816-ban Hradzsinban átépítette a mai Černín utca (Černínská ulice) 97. házát.
1817-től a Lázeňská utca 290/7. alatti Šiferdekrovský házat (Szószékház, U Pokryvačů) építette újjá. Az épület második emeletet kapott.
1818-ban a Hradzsinban, az Újvilág utca (Nový Svět ulice) 89. házának hátsó részét alakította át. Ugyanebben az évben a mai Neruda utca (akkor Ostruhova utca) 215-ben álló Kisoldali vámházon is végzett kisebb átalakításokat.
Még ebben az évben új üzletportálokat készített a Týn utca (Týnská ulice) 627/1. házhoz.
Egy évvel később A Kisoldalon az Újezd utca 425. ház keleti szárnyán végzett kisebb változtatásokat .
1819-ben átépítette a Celetná utca 554. házat, de ebből nem maradt fenn semmi, mert 1867-ben új épülettel váltották fel.
Utolsó, dokumentált munkájaként a Kisoldalon a mai Tělezna utca 99.-es reneszánsz ház átépítésének tervéről tudunk – ennek második emeletét 1808 és 1823 között húzták fel.
Egyes történészek főként stílusjegyeik alapján más épületeket is Palliardinak tulajdonítanak. Ilyen a Bruske laktanya (132/3); ami a Katonai Egyenruhások Bizottságának székháza volt a Kisoldal Klárov városrészében a Híd utca (Mostecká ulice) 48.-ban.
1779-től több fennmaradt dokumentumban is szerepel, mint az épületeket jóváhagyó és értékelő é illetve felmérő szakértő, így például 1809. október 5-én (František Hegerrel együtt) adta le a Břetislav utca 420/1. ház értékbecslését.
Az uralkodó vélemény szerint az ő műve a Klementinum Keresztesek utcája (Křižovnická ulice) felőli bejárata felett található és 1783-ban készült márványtábla, amely annak állít emléket, hogy II. József császár megalapította az Általános Szemináriumot. Ez megerősítene néhány utalást arra, hogy a családi hagyományt követve ő is képzett kőfaragó volt.
Számtalan épülete egyértelműen 18. század második felétől a 19. század első negyedéig tartó stílusforduló legjelentősebb építészei közé emeli. A későbbi generációk nem tudtak építeni eredményeire.